# Paweł II Cheikho
Paweł II Cheikho (syr. ܦܘܠܘܣ ܬܪܝܢܐ ܫܝܟܘ, arab. ‏بولس الثاني شيخو‎; ur. 19 listopada 1906 w Alkusz, zm. 13 kwietnia 1989) – iracki duchowny katolicki. W latach 1947–1957 biskup Akry. Od 1957 do 1958 był biskupem miasta Aleppo (Syria). Od 1958 patriarcha Babilonu, zwierzchnik Kościoła chaldejskiego.